# 1948년 5월 9일 일식
1948년 5월 9일 일식은 달이 지구와 태양 사이를 지나면서 태양을 다 가리지 못하고 태양의 가장자리가 고리 모양으로 보이는 금환일식이다. 금환일식은 달의 시직경이 태양의 시직경보다 작아 태양을 다 가리지 못할 때 일어난다. 금환일식은 매우 좁은 지역에서만 관측 가능하며, 대부분의 다른 지역에서는 부분일식으로 관측된다.
금환일식은 인도양 상에서 시작해 미얀마, 태국 방콕, 라오스, 베트남, 중국 남부, 한국의 천안, 원주, 양양, 일본의 레분 섬, 쿠릴 열도, 알류산 열도를 통과하였다.
이 일식으로 인해 대한민국 제헌 국회의원 선거가 하루 연기되었다. 또한 시카고 대학교의 연구팀이 일식 관측을 위해 방한하기도 하였다.